# Wereldkampioenschap schaatsen allround vrouwen 1961
Het tweeëntwintigste Wereldkampioenschap schaatsen allround voor vrouwen werd op 11 en 12 februari 1961 verreden op de ijsbaan van Tønsberg, Noorwegen.
Er deden een recordaantal van dertig deelneemsters uit tien landen mee. Uit Noorwegen (2), de DDR (2), Finland (3), Frankrijk (1), Polen (5), de Sovjet-Unie (5), Zweden (4), China (4), Japan (2) en voor het eerst Mongolië (2). Negen rijdsters debuteerden deze editie.
Ook dit kampioenschap werd over de kleine vierkamp, respectievelijk de 500m, 1500m, 1000m en 3000m, verreden.
Valentina Stenina prolongeerde haar titel, en was daarmee de vierde vrouw die hier in slaagde, nadat eerder Laila Schou Nilsen ('37-'38), Maria Isakova ('48-'49-'50) en Inga Artamonova ('57-'58) haar hier in voor gingen. Haar landgenoten Albina Toezova en Lidia Skoblikova werden tweede en derde. Het puntentotaal en de tijden op de 1000m en 3000m waren nieuwe kampioenschapsrecords.
Voor de derde keer wist de Sovjetdelegatie alle medailles te veroveren (3× klassement, 12 afstandsmedailles), na dit eerder het WK van 1956 en het WK van 1958 gepresteerd te hebben.

## Afstandsmedailles
| Afstand | Goud ·                   | Zilver ·                        | Brons ·          |
| ------- | ------------------------ | ------------------------------- | ---------------- |
| 500m    | Valentina Stenina        | Albina Toezova Lidia Skoblikova | -                |
| 1500m   | Valentina Stenina        | Inga Voronina-Artamonova        | Albina Toezova   |
| 1000m   | Valentina Stenina        | Albina Toezova                  | Klara Goeseva    |
| 3000m   | Inga Voronina-Artamonova | Valentina Stenina               | Lidia Skoblikova |

## Klassement
| Rang   | Schaatsster                          | Land                           | Punten  | 500m        | 1500m         | 1000m       | 3000m       |
| ------ | ------------------------------------ | ------------------------------ | ------- | ----------- | ------------- | ----------- | ----------- |
| Goud   | Valentina Stenina                    | Sovjet-Unie                    | 202,533 | 48,1 (1)    | 2.33,3 (1)    | 1.37,8 (1)  | 5.26,6 (2)  |
| Zilver | Albina Toezova                       | Sovjet-Unie                    | 205,600 | 48,6 (2)    | 2.37,2 (3)    | 1.38,9 (2)  | 5.30,9 (4)  |
| Brons  | Lidia Skoblikova                     | Sovjet-Unie                    | 205,817 | 48,6 (2)    | 2.37,5 (4)    | 1.39,6 (4)  | 5.29,5 (3)  |
| 4      | Liu Fengrong                         | China                          | 209,767 | 49,0 (7)    | 2.39,8 (6)    | 1.41,4 (7)  | 5.40,8 (9)  |
| 5      | Klara Goeseva                        | Sovjet-Unie                    | 210,200 | 48,7 (4)    | 2.42,0 (10)   | 1.39,4 (3)  | 5.46,8 (12) |
| 6      | Helga Haase--Obschernitzki           | Duitse Democratische Republiek | 210,234 | 48,7 (4)    | 2.41,6 (9)    | 1.40,8 (6)  | 5.43,6 (11) |
| 7      | Helena Pilejczyk                     | Polen                          | 210,250 | 49,7 (12)   | 2.38,9 (5)    | 1.43.3 (11) | 5.35,6 (5)  |
| 8      | Sun Hongxia                          | China                          | 210,900 | 49,9 (13)   | 2.40,6 (7)    | 1.42,6 (10) | 5.37,0 (6)  |
| 9      | Anna Skrzetuska                      | Polen                          | 211,483 | 49,1 (8)    | 2.43,5 (13)   | 1.41,7 (8)  | 5.42,2 (10) |
| 10     | Inga Voronina-Artamonova             | Sovjet-Unie                    | 212,050 | 56,6 * (30) | 2.34,5 (2)    | 1.40,1 (5)  | 5.23,4 (1)  |
| 11     | Christina Scherling                  | Zweden                         | 212,067 | 50,0 (15)   | 2.41,4 (8)    | 1.43,3 (11) | 5.39,7 (7)  |
| 12     | Hatsue Takemizawa                    | Japan                          | 212,650 | 50,0 (15)   | 2.42,1 (11)   | 1.43,8 (15) | 5.40,3 (7)  |
| 13     | Elsa Einarsson                       | Zweden                         | 213,933 | 48,7 (4)    | 2.43,8 (14)   | 1.43,7 (14) | 5.52,7 (14) |
| 14     | Elwira Seroczynska                   | Polen                          | 214,917 | 49,2 (9)    | 2.44,1 (15)   | 1.43,5 (13) | 5.55,6 (15) |
| 15     | Fumie Hama                           | Japan                          | 215,066 | 49,6 (11)   | 2.44,8 (16)   | 1.44,5 (16) | 5.49,7 (13) |
| 16     | Bozena Kalbarczyk                    | Polen                          | 218,017 | 51,1 (19)   | 2.42,9 (12)   | 1.44,6 (17) | 6.01,9 (16) |
| NC17   | Renata Schmidt-Baudouin de Courtenay | Polen                          | 158,250 | 50,7 (17)   | 2.49,2 (23)   | 1.42,3 (9)  | -           |
| NC18   | Iris Sihvonen                        | Finland                        | 158,517 | 49,9 (13)   | 2.48,5 (21)   | 1.44,9 (18) | -           |
| NC19   | Randi Nilsen                         | Noorwegen                      | 159,083 | 49,5 (10)   | 2.46,0 (18)   | 1.48,5 (25) | -           |
| NC20   | Inger Eriksson                       | Zweden                         | 159,733 | 51,1 (19)   | 2.46,6 (19)   | 1.46,2 (19) | -           |
| NC21   | Pirkko Tanskanen                     | Finland                        | 161,317 | 51,6 (22)   | 2.49,4 (24)   | 1.46,5 (20) | -           |
| NC22   | Jin Meiyu                            | China                          | 161,650 | 52,8 (27)   | 2.45,9 (17)   | 1.47,1 (21) | -           |
| NC23   | Tsedenjavyn Lhamjav                  | Mongolië                       | 162,467 | 51,8 (24)   | 2.48,8 (22)   | 1.48,8 (26) | -           |
| NC24   | Gunilla Hjerdt                       | Zweden                         | 162,633 | 51,3 (21)   | 2.51,4 (27)   | 1.48,4 (24) | -           |
| NC25   | Françoise Lucas                      | Frankrijk                      | 162,717 | 50,9 (18)   | 2.53,9 (28)   | 1.47,7 (22) | -           |
| NC26   | Cui Shunci                           | China                          | 162,733 | 52,1 (25)   | 2.47,2 (20)   | 1.49,8 (27) | -           |
| NC27   | Kaija Mustonen                       | Finland                        | 164,133 | 51,7 (23)   | 2.49,9 (25)   | 1.51,6 (29) | -           |
| NC28   | Sigrid Behrenz                       | Duitse Democratische Republiek | 164,350 | 52,1 (25)   | 2.51,3 (26)   | 1.50,3 (28) | -           |
| NC29   | Tove Jacobsen                        | Noorwegen                      | 169,617 | 53,0 (28)   | 3.07,4 * (30) | 1.48,3 (23) | -           |
| NC30   | Mendbayryn Naratsetseg               | Mongolië                       | 171,683 | 55,9 (29)   | 2.55,6 (29)   | 1.54,5 (30) | -           |

* = met val
NC = niet gekwalificeerd
NF = niet gefinisht
NS = niet gestart
DQ = gediskwalificeerd
Vet gezet = kampioenschapsrecord